# Гранбі (Квебек)
Гранбі (фр. Granby) — місто у провінції Квебек (Канада), у регіоні Монтережі. Населення — 59 385 мешканців (2006).
Розташоване напівдороги поміж Шербруком і Монреалем (якщо їхати автотрасою номер 10).
Через місто протікає річка Ямаска (Yamaska).
Місто знамените своїм зоопарком — найбільшим у Квебеку.

## Історія
- 1803: Створення кантону Гранбі (canton de Granby)[6]
- 1825: Заснування села. Річард Фрост (Richard Frost) креслить офіційний план.
- 1835: Перші франко-канадці оселяються у Гранбі
- 1840: Перша католицька церква у Гранбі
- 1843: Перша англіканська церква у Гранбі
- 1845: Створення муніципалітету кантону Гранбі (municipalité du canton de Granby)
- 1916: Гранбі отримує статус містечка (фр. cité de Granby).

- 1945: Відкриття лікарні Сен-Жозеф (фр. hôpital Saint-Joseph), сьогодні — фр. Centre hospitalier de Granby.
- 1953: Заснування Гренбійського зоопарку (фр. Zoo de Granby) за ініціативою П'єра-Горація Буавена (Pierre-Horace Boivin).
- 1968: Вперше проходить Міжнародний фестиваль пісні у Гранбі (фр. Festival international de la chanson de Granby).
- 1971: Гранбі отримує статус міста (фр. ville de Granby).
- 2009: Місто святкує 150 років.

## Демографія
1986 : 46 653 мешканці
1991 : 53 427 мешканців
1996 : 54 582 мешканці
2001 : 55 456 мешканців
2006 : 59 385 мешканців
2009 : 59 257 мешканців (За оцінкою World Gazetteer)
Рідні мови (2006)
| Мова                    | Кількість носіїв | %       |
| ----------------------- | ---------------- | ------- |
| Тільки французька       | 43,550           | 94.47 % |
| Тільки англійська       | 900              | 1.95 %  |
| Французька і англійська | 120              | 0.26 %  |
| Інші мови               | 1,530            | 3.32 %  |

## Відомі особистості
В поселенні народився:
- Марк Тардіф (* 1949) — канадський хокеїст.

## Пам'ятки архітектури

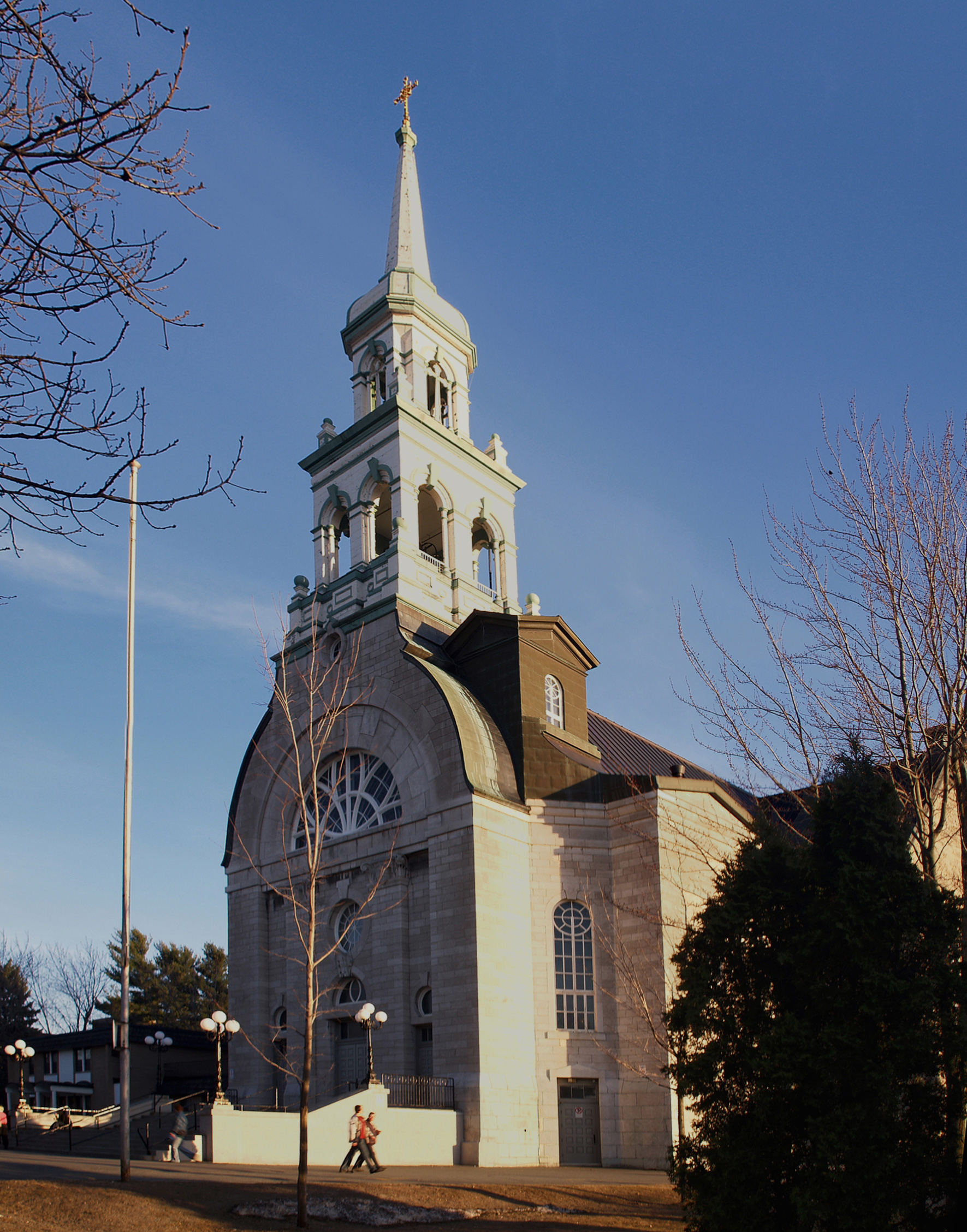
Eglise Notre-Dame
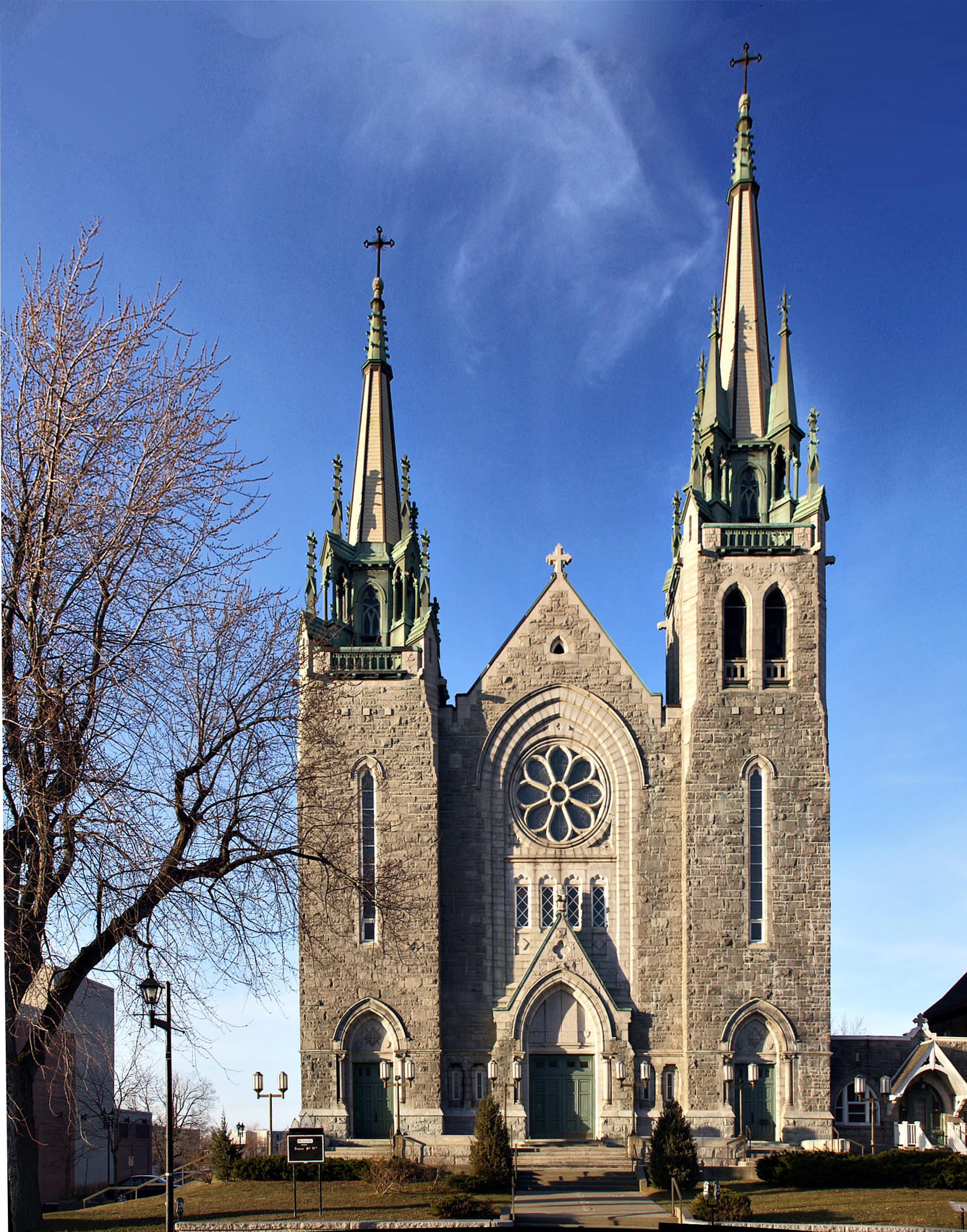
Eglise Sainte-Famille
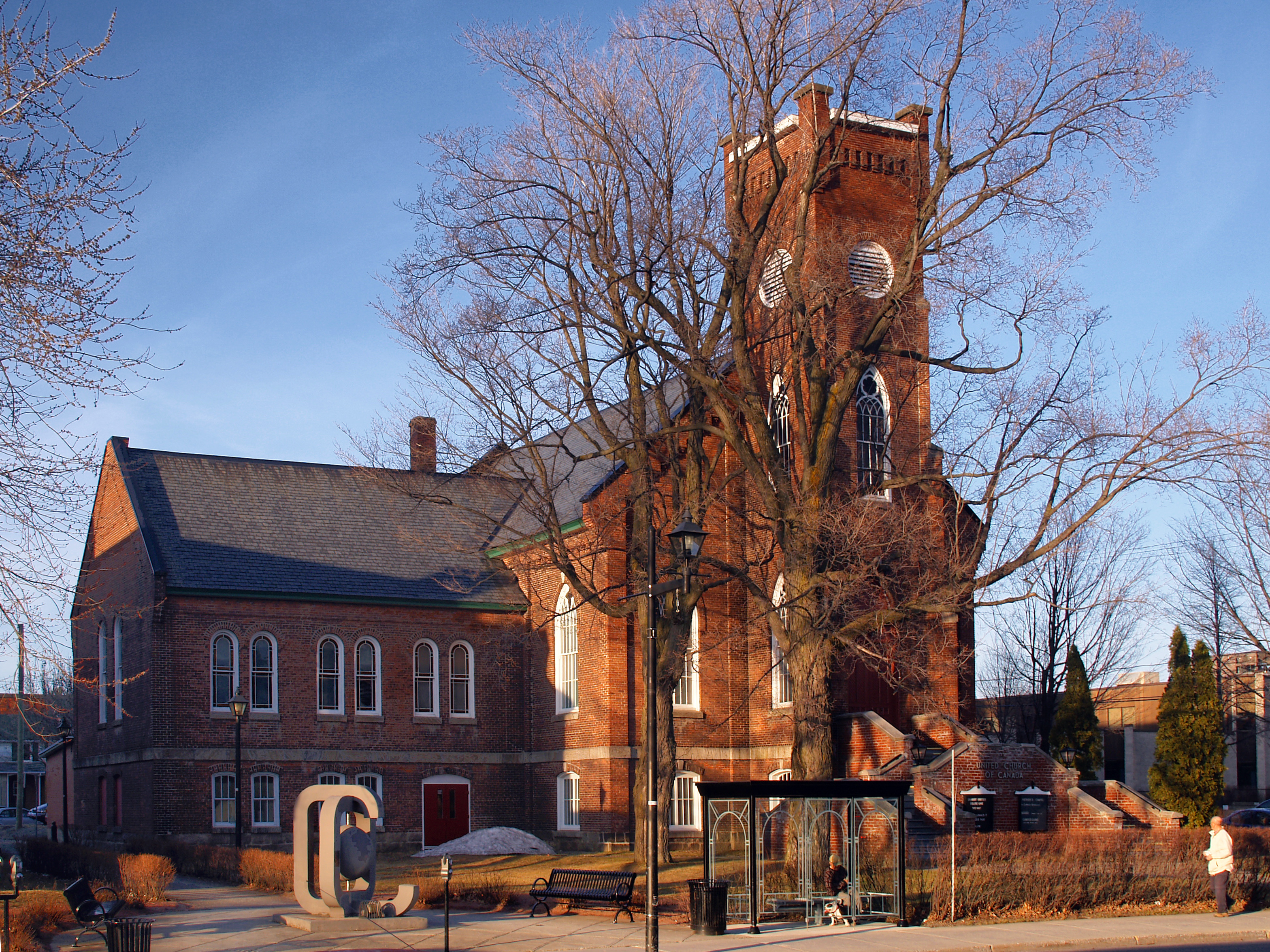
Eglise United Church
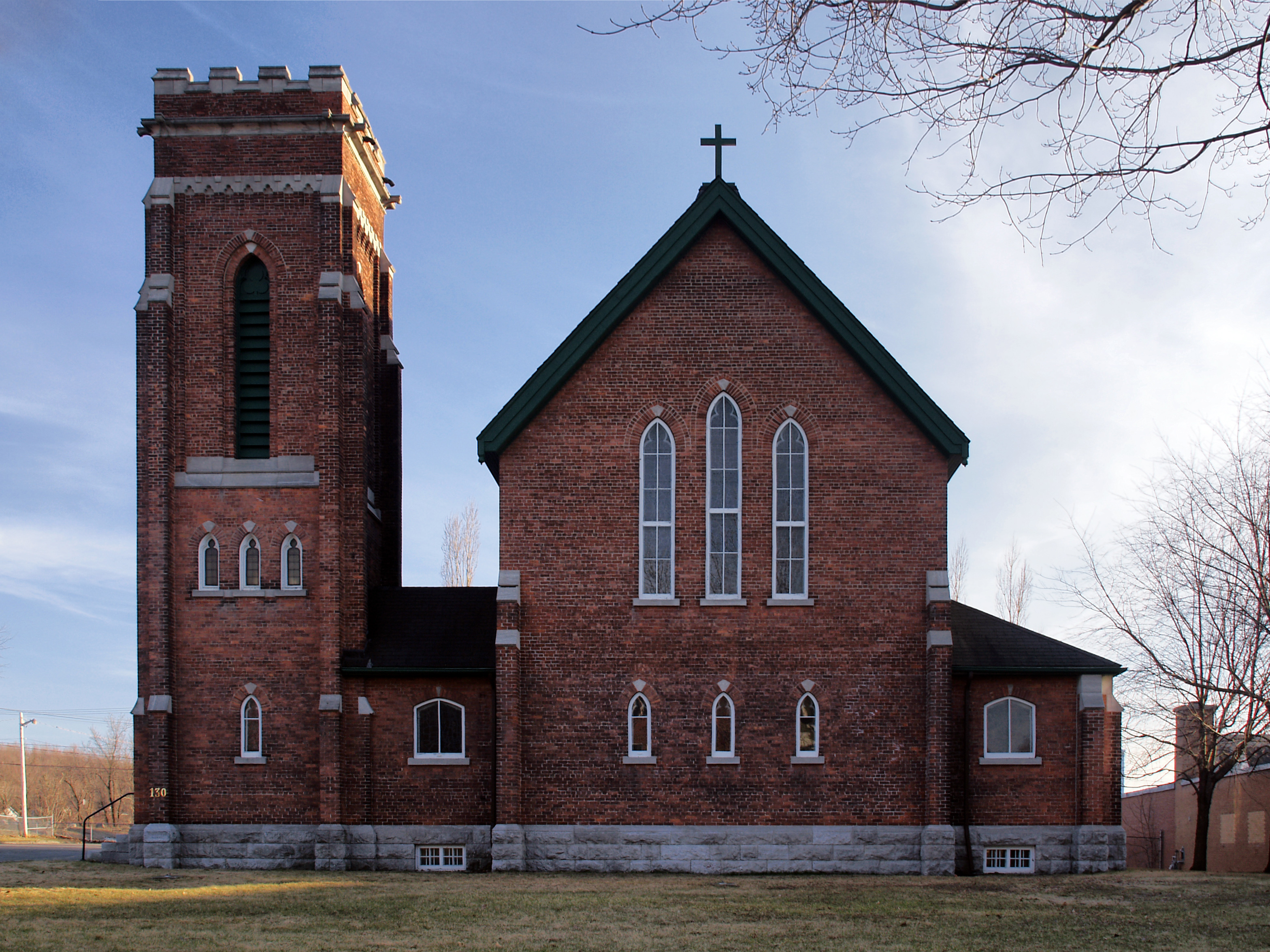
Eglise St-George's Anglican Church